# Umweltbeobachtung

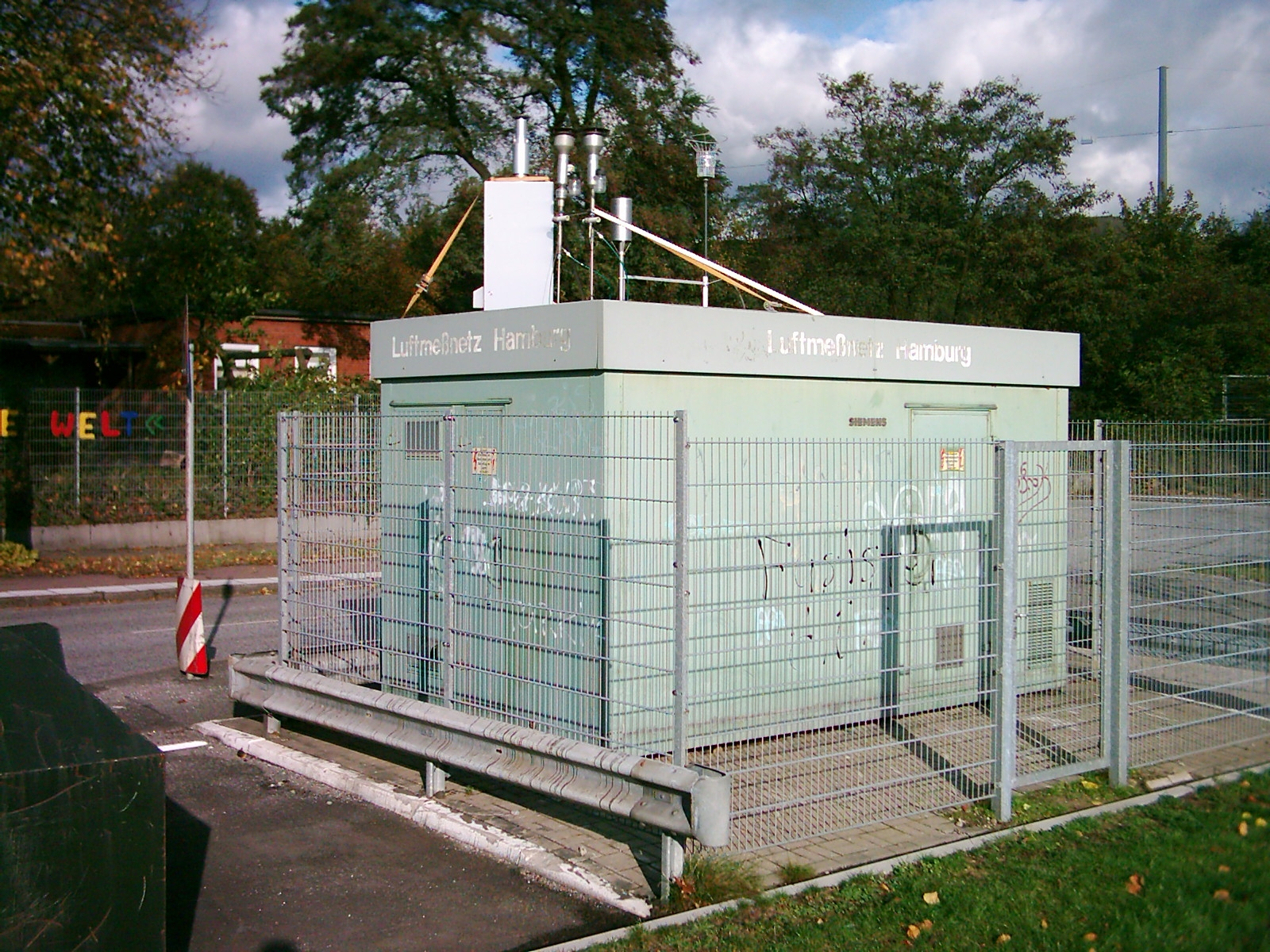
Eine Messstation dient der Umweltbeobachtung

Umweltbeobachtung (auch Umweltmonitoring) ist Beobachtung von wissenschaftlich relevanten Bereichen der Umwelt und die Dokumentation ökologischer Parameter. Zu den wissenschaftlichen Fachgebieten zählen Biologie, Bodenkunde, Chemie, Geografie, Geologie, Hydrologie, Meteorologie und Physik. Die Erkenntnisse daraus können für die Forstwirtschaft, Landschaftsplanung und weitere umweltrelevante Planungsaufgaben und Problemstellungen wichtig sein und auch der wissenschaftlichen Begleitung von Umweltprojekten dienen.
Die Bandbreite reicht von Einzelbeobachtungen (z. B. Vogelbeobachtung, Wetterbeobachtung) bis hin zu automatisierten Langzeitmessungen. Hierdurch entstehen im Laufe der Zeit eine große Zahl von Daten, die meist nur noch mit Hilfe der Informatik in einem Umweltinformationssystem verwaltet und analysiert werden können. Zur besseren Übersicht werden die Ergebnisse in Karten eingetragen und zum Teil auch in einem Geoinformationssystem dargestellt.
Ziel ist die langfristige Erfassung umwelt- und naturschutzrelevanter Veränderungen in Luft, Boden und Wasser. Landschaft und Artenvielfalt können somit systematisch erfasst werden. In der gesundheitsbezogenen Umweltbeobachtung wird die Belastung der Bevölkerung mit Schadstoffen analysiert, wie in den Umwelt-Surveys des Umweltbundesamtes. Auch für den Erhalt des kulturellen Erbes, wie Denkmäler und museale Objekte, werden Methoden des Umweltmonitoring eingesetzt, um die korrosive Belastung durch Umweltschadstoffe abzuschätzen. Mit der Entwicklung der Glassensor-Methode führte beispielsweise Dieter R. Fuchs eine neue Messtechnik in die Umweltbeobachtung ein, welche seither erfolgreich in Denkmalpflege und Museumsbetrieben als Standardmethode eingesetzt wird.
Umweltmonitoring wird aufgrund der globalen Umweltveränderungen und zur Erstellung realistischer Zukunftsszenarien zunehmend als internationale Aufgabe verstanden. Am Europäischen Umweltinformations- und Umweltbeobachtungsnetz (EIONET) beteiligen sich neben den nationalen Anlaufstellen in jedem Land (engl.: National Focal Point) rund 1.000 Experten und über 350 weitere Organisationen zur Überwachung der grenzüberschreitenden Umweltverschmutzung.

## Beispiele

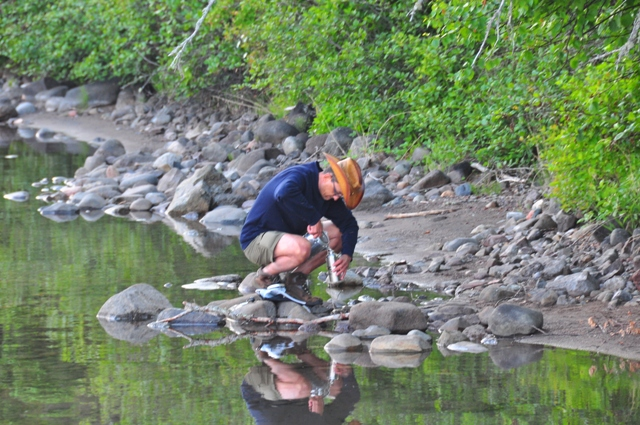
Probeentnahme im Gewässermonitoring

Lärmkarten dienen bei der Lärmbekämpfung als Grundlage für städtebauliche Planungen und zur Visualisierung der Lärmwerte beim Bau neuer Verkehrsbauwerke.
Im Rahmen eines Biodiversitätsmonitorings wird die Verbreitung von Pflanzen- und Tierarten systematisch untersucht. Damit lassen sich Aussagen zum Zustand und der Veränderung der Artenvielfalt in einem bestimmten Gebiet machen.
Von einigen Gewässern liegen Studien über größere Zeiträume vor. Dabei wurden vor allem bestimmte Organismen wie etwa Fische beobachtet.
Auch das Internet der Dinge kann für Umweltbeobachtungen, wie z. B. zur Messung der Luftqualität, eingesetzt werden. In der Schweiz werden die Kohlenstoffdioxid-Konzentrationen an 300 Messstationen gemessen. Die Daten des Sensornetzes werden dabei über das Low Power Wide Area Network der Swisscom in eine Cloud übertragen.

## Erdbeobachtungssatelliten

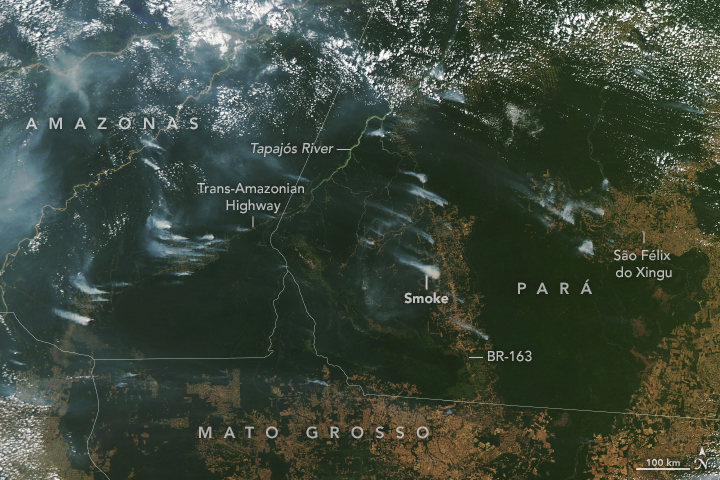
Foto von Waldbränden im Amazonas-Regenwald am 1. August 2020 durch den MODIS-Erdbeobachtungssatellit der NASA.

Erdbeobachtungssatelliten können zur Umweltüberwachung genutzt werden, indem sie etwa Veränderungen der Erdvegetation, des atmosphärischen Spurengasgehalts, des Seegangs, der Farbe der Ozeane und der Eisfelder, sowie Brände, Schiffe, Schadstoffemissionen und Müllrelokalisierungen erkennen.
Anthropogene Emissionen können durch die Auswertung von Daten von troposphärischem NO2 und SO2 überwacht werden. Durch die Überwachung von Veränderungen der Vegetation im Laufe der Zeit können Dürreperioden überwacht werden, indem der aktuelle Zustand der Vegetation mit ihrem langfristigen Durchschnitt verglichen wird.
Diese Arten von Satelliten befinden sich fast immer auf sonnensynchronen und „eingefrorenen“ Bahnen. Die sonnensynchrone Umlaufbahn ist im Allgemeinen ausreichend nahe am Pol, um die gewünschte globale Abdeckung zu erreichen, während die relativ konstante Geometrie zur Sonne meistens ein Vorteil für die Instrumente ist. Die „eingefrorene“ Umlaufbahn wird gewählt, da sie einer Kreisbahn am nächsten kommt, die im Gravitationsfeld der Erde möglich ist.
Auf Initiative des World Resources Institute entstand das weltweite Wald-Monitoringsystem Global Forest Watch, das seit 2014 als open-source Webanwendung für Jedermann eine vielseitige und regelmäßig aktualisierte Online-Überwachung der Wälder auf Basis einer interaktiven Weltkarte ermöglicht. Damit lässt sich die Entwaldungsrate an jeglichem Ort auf der Erde für verschiedene Zeiträume von 2000 bis zur Gegenwart in höchster Auflösung ermitteln. Auch aktuelle Waldbrände werden kartiert.
Ein Beispiel eines Umweltbeobachtungssatelliten ist Landsat 9 der USGS und NASA, welcher Daten und Bilder liefert, „um das Treffen wissenschaftlich fundierter Entscheidungen zu wichtigen Themen wie Wassernutzung, Auswirkungen von Waldbränden, Zerstörung von Korallenriffen, Gletscher- und Schelfeisrückgang und Abholzung von Tropenwäldern zu unterstützen“.